# Бенгтссон, Мария
Мария Бенгтссон (швед. Maria Bengtsson; род. 1975) — шведская оперная певица (сопрано), выступающая в крупнейших оперных театрах Европы; особенно известна по ролям в операх Моцарта и Рихарда Штрауса.

## Биография
Родилась 7 мая 1975 года в Треллеборге.
Выросла в Хёльвикене, где брала уроки игры на фортепиано и пела в хоре. С 1995 по 2000 год училась вокалу у Беаты Хойер-Кристен во Фрайбургской высшей школе музыки.
С 2000 года Мария Бенгтссон была участницей Венской народной оперы. В 2002 году австрийский дирижёр Кирилл Петренко пригласил её в берлинскую Комише опер, где она работала до 2007 года. Одна из значимых ролей певицы в этом театре — Констанца в «Похищение из сераля» в провокационной постановке испанского режиссёра Каликсто Биеито.
Затем состоялся дебют Бенгтссон в Лондоне Королевском театре Ковент-Гарден в партии Лауретты в опере Пуччини «Джанни Скикки» . Затем певица выступала в Опере Бастилии в Париже, в Баварской государственной опере в Мюнхене и Государственной опере Берлина и других театр, среди других театрах. Она сотрудничала с такими дирижёрами, как Даниэль Баренбойм, Бертран де Бийи, Марк Минковски, Антонио Паппано, Филипп Джордан и Владимир Юровский, а также с известными режиссёрами — Питер Конвичный, Джонатан Миллер и Ханс Нойенфельс.
Среди ролей шведской оперной певицы — несколько персонажей из опер Моцарта: Электра в «Идоменее», Фьордилиджи в «Так поступают все женщины», Донна Анна в «Дон Жуане», Графиня Розина Альмавива в «Свадьбе Фигаро». Также Мария Бенгтссон специализируется на заглавных ролях по произведениям Рихарда Штрауса: Дафна в одноимённой опере Дафне, княгиня Мария Тереза фон Верденберг в «Кавалере розы», графиня в Каприччио, Арабелла в одноимённой опере «Арабелла» — эту роль она исполнила первой во Франкфуртской опере в 2017 году. Эту же роль она исполнила на фестивале Internationale Maifestspiele в Висбадене (дирижёр Патрик Ланге).
Также в 2017 году певица исполнила партию произведения Мендельсона «Lobgesang» (после смерти композитора она была издана как «Симфония № 2») во время открытия Эльбской филармонии в 2017 году (с оркестром под управлением Томаса Хенгельброка).
Продолжает свою творческую деятельность, выступая в различных театрах мира.